# Чељусна дробилица
Чељусне дробилице се убрајају у најважније типове дробилица.
Прва чељусна дробилица је патентирана 1858 г. и данас се сматра најуниверзалнијом дробилицом која је нашла употребу у преради минералних сировина, грађевинарству, металургији, хемијској, цементној и другима гранама индустрије.
Користе се за примарно и секундарно дробљење, односно крупно и средње дробљење тврдих минералних сировина. Ретко се користи за терцијарно дробљење.
Добре стране чељусних дробилица су компактна и једноставна конструкција, мале димензије и маса, те прихватљива цена коштања. Лоше стране су неуједначен гранулометријски састав издробљеног материјала, наизменични рад на дробљењу и пражњењу материјала и потреба континуираног и контролисаног храњења

## Принцип рада чељусних дробилица
Дробљење код чељусних дробилица базира се на притискању комада који се нађу у просторији коју, са бочним зидовима, формирају непокретна и покретна чељуст. Дробљење се обавља приближавањем покретне чељусти непокретној, а пражњење њеним удаљавањем од исте. Дакле чељусне дробилице имају пуни (радни) ход кад се покретна чељуст приближава непокретној и долази до дробљења материјала, и празан ход када се покретна чељуст одваја а материјал празни.

## Типови чељусних дробилица
Типови дробилица који су најчешће коришћени на тржишту су дробилице типа „Блејк (Blake)“, „Доџ“ (Dodge), и „Универзал“. Код дробилица типа „Блејк“ вешање покретне чељусти је на врху, код „Доџ“ типа на дну, а код „Универзал“ типа на средини.
Од наведених дробилица најчешће се срећу дробилице типа „Блејк“, а израђују се у два модела – са једном и са две распоне плоче.
У конструктивном погледу код дробилице са две распоне плоче приближавање и удаљавање чељусти је разрешено преко ексцентра и распоних плоча који цео процес чине једноставним, па се овакве дробилице често називају и „дробилице са једноставним кретањем чељусти“. Оваква конструкција обезбеђује да се дробљење обавља у доњем делу чељусти. (слика 2.)
Дробљење код дробилица са једном распоном плочом остварено је тако што је покретна чељуст директно навучена на главу ексцентра што омогућава да она, у вертикалној равни, стално затвара елиптичну путању. Овакво кретање омогућава стварање силе притиска и силе трења. Ово доприноси бољем коришћењу енергије, али сила трења није подесна за дробљење веома тврдих материјала пошто је остварена сила притиска мања него код дробилице са две распоне плоче. Оваква конструкција обезбеђује да се дробљење обавља у горњем делу чељусти.